# Parapodium
Parapodium là chi thực vật có hoa trong họ Apocynaceae.
Chi này phân bố tại miền nam châu Phi.

## Các loài
- Parapodium costatum E.Mey., 1838
- Parapodium crispum N.E.Br., 1905
- Parapodium simile N.E.Br., 1907